# هارون دوغان
هارون دوغان (بالتركية: Harun Doğan)‏ هو مصارع رياضي تركي، ولد في 1976 في مدينة مرعش في تركيا.

## وصلات خارجية
- هارون دوغان على موقع قاعدة بيانات المصارعة الدولية (الإنجليزية)
- هارون دوغان على موقع أوليمبيديا (الإنجليزية)